# بروس موريسون
بروس موريسون (17 ديسمبر 1933 - ) (بالإنجليزية: Bruce Morrison)‏ هو لاعب كريكت نيوزلندي. شارك مع منتخب نيوزيلندا الوطني للكريكت.

## وصلات خارجية
- بروس موريسون على موقع إي آس بي آن كريك إنفو (الإنجليزية)